# Окономовок-Лейк (Вісконсин)
Окономовок-Лейк (англ. Oconomowoc Lake) — селище (англ. village) в США, в окрузі Вокеша штату Вісконсин. Населення — 566 осіб (2020).

## Географія
Окономовок-Лейк розташований за координатами 43°5′38″ пн. ш. 88°27′7″ зх. д. / 43.09389° пн. ш. 88.45194° зх. д. (43.093837, -88.451901).  За даними Бюро перепису населення США в 2010 році селище мало площу 8,55 км², з яких 5,13 км² — суходіл та 3,42 км² — водойми.

## Демографія
Згідно з переписом 2010 року, у селищі мешкало 595 осіб у 232 домогосподарствах у складі 177 родин. Густота населення становила 70 осіб/км².  Було 302 помешкання (35/км²).
Расовий склад населення:
| - 97,3 % — білих - 0,8 % — азіатів - 0,3 % — корінних американців - 0,3 % — чорних або афроамериканців - 0,2 % — вихідців з тихоокеанських островів |

До двох чи більше рас належало 0,3 %. Частка іспаномовних становила 1,8 % від усіх жителів.
За віковим діапазоном населення розподілялося таким чином: 20,3 % — особи молодші 18 років, 57,5 % — особи у віці 18—64 років, 22,2 % — особи у віці 65 років та старші. Медіана віку мешканця становила 50,7 року. На 100 осіб жіночої статі у селищі припадало 97,7 чоловіків;  на 100 жінок у віці від 18 років та старших — 98,3 чоловіків також старших 18 років.
Середній дохід на одне домашнє господарство  становив 179 846 доларів США (медіана — 103 594), а середній дохід на одну сім'ю — 201 712 долари (медіана — 110 938). За межею бідності перебувало 6,8 % осіб, у тому числі 0,0 % дітей у віці до 18 років та 6,0 % осіб у віці 65 років та старших.
Цивільне працевлаштоване населення становило 292 особи. Основні галузі зайнятості: виробництво — 20,9 %, освіта, охорона здоров'я та соціальна допомога — 15,8 %, будівництво — 12,0 %, роздрібна торгівля — 11,3 %.